# Dalíland
Dalíland è un film del 2022 diretto da Mary Harron.

## Trama
New York, 1974. Il giovane James Linton lavora per la galleria d'arte di Christoffe DuFresne, che allestirà la prima mostra di Salvador Dalí nella metropoli americana. Il ragazzo incontra per caso Gala Éluard Dalí che, attratta dalla sua bellezza, lo introduce negli ambienti frequentati da lei e dal marito. James rimane subito affascinato dal grande artista, ed è il primo a rendersi conto del fatto che egli firmi adoperando di volta in volta una grafia diversa: regala così a Dalí un quadernetto che raccoglie tutte le sue firme. Il gesto colpisce molto il pittore, che lo assume come suo assistente personale; Christoffe ne approfitta per chiedere a James di tenere d'occhio Dalí, che continua a chiedere denaro a pochi giorni dall'inaugurazione della mostra, nonostante non abbia ancora dipinto alcun quadro.
James si butta a capofitto nel mondo dell'eccentrico pittore (denominato Dalíland), fatto di feste orgiastiche e spese incontrollate: conosce Amanda Lear, la sua ultima musa, e ne diventa amico; con Gynesta, un'altra bellissima modella, finirà per intraprendere una torbida relazione sessuale. Emergono però anche molte ombre: James si rende ben presto conto che Dalí è circondato da molte persone interessate alla sua fama, ma che in realtà è molto solo e triste e dipende emotivamente da Gala; la donna, che pure sembra ossessionata dal trarre profitto dalla fama del marito, ha molti giovani amanti, tra i quali l'interprete di Jesus Christ Superstar Jeff Fenholt, che finge di amarla per poter fare carriera. Col tempo Dalí si affezionerà a James, che ribattezzerà San Sebastiano per la presunta somiglianza col dipinto di Gustave Moreau, gli narrerà episodi della sua giovinezza (tra i quali l'incontro con sua moglie e lo sviluppo del loro turbolento rapporto) e trarrà dalla sua amicizia l'ispirazione per produrre i quadri destinati alla mostra.
Durante l'inaugurazione della mostra, Dalí e Gala hanno un tremendo e plateale litigio dovuto alla reciproca gelosia, mentre James rimane sconvolto nell'apprendere che Gynesta si chiama in realtà Lucy ed è fidanzata con un altro uomo. Il giorno dopo, Christoffe rivela a James che la mostra, pur molto bella, non ha avuto il successo di critica sperato, e licenzia il giovane. Il Capitano Moore, l'agente di Dalí, lo assume però per alcuni lavori da effettuare in Europa, e il ragazzo parte insieme ai Dalí alla volta della Spagna. James si accorge dell'esistenza di un traffico di opere d'arte che, pur falsificate, recano l'autentica firma di Dalí, gestito dal Capitano Moore in accordo con Gala. Moore gli rivelerà inoltre che Gala avrebbe venduto un suo ritratto eseguito da Dalí per finanziare la registrazione del disco di Jeff. Indignato, il ragazzo rivela tutto a Dalí: il pittore dapprima gli urla contro, poi se la prende con Gala, che durante il litigio cade dalle scale. La donna scaccia James, che è costretto a tornare in America; Dalí, pur amareggiato, non si oppone.
Dieci anni dopo James, divenuto ormai un rinomato gallerista, apprende che Dalí è rimasto ferito nell'incendio della sua casa. Il ragazzo corre perciò a Figueres, dove l'artista è ricoverato; qui ritrova Amanda, che gli dice che dopo la morte di Gala avvenuta tre anni prima Dalí ha perso la voglia di vivere, non dipinge più e a malapena parla. James riesce però ad avere un dialogo con Dalí e gli riconsegna il quadernetto delle firme, l'unica cosa che aveva preso per sé prima di andarsene; l'artista, in risposta, gli si rivolge chiamandolo San Sebastiano, come usava fare ai tempi della loro amicizia. Il dottore che ha in cura Dalí afferma che questi chiamava con questo appellativo tutti i giovani somiglianti a James, lasciandogli il dubbio che davvero lo abbia aspettato per tutto quel tempo, o che al contrario lo abbia considerato solo come una delle tante comparse che abitavano Dalíland.

## Produzione
Il film è stato in gran parte girato a Liverpool.

## Distribuzione
Il film è stato proiettato in anteprima al Toronto International Film Festival il 17 settembre 2022 ed è stato distribuito nelle sale cinematografiche statunitensi il 9 giugno 2023.
In Italia è stato presentato in anteprima nazionale al Torino Film Festival 2022 e distribuito nelle sale cinematografiche a partire dal 25 maggio 2023.